# К'єль Собак
К'єль Собак (норв. Kjell Søbak; нар. 21 червня 1957, Буде, Норвегія) — норвезький біатлоніст,  срібний призер Олімпійських ігор 1984, призер чемпіонатів світу з біатлону. К'єль став першим норвезьким біатлоністом, який протягом двох років входив до чільної трійки загального заліку біатлоністів за підсумками сезонів 1980/1981 та 1981/1982.

## Виступи на Олімпійських іграх
| Рік  | Міце проведення | Інд | Спр | Пр | МС | Ест |
| 1984 | Сараєво         |     | 4   |    |    | 2   |

## Виступи на чемпіонатах світу
| Рік  | Міце проведення      | Інд | Спр | Пр | МС | Ест |
| 1981 | Лахті                | 8   | 4   |    |    | 4   |
| 1982 | Мінськ               | 6   | 9   |    |    | 2   |
| 1983 | Антхольц-Антерсельва | 13  | 19  |    |    | 3   |
| 1985 | Рупольдінг           | 14  | 14  |    |    | 4   |
| 1986 | Осло                 | 20  |     |    |    |     |

## Загальний залік в Кубку світу
- 1980-1981 — -е місце
- 1981-1982 — -е місце